# Kovács Antal (sommelier)
Kovács Antal (Budapest, 1971. július 23. –) háromszoros magyar bajnok sommelier, borszakértő

## Munkahelyei
- 1989–1990: Légrádi Testvérek Vendéglője, pincér
- 1991–1992: Bank Klub Étterem, pincér
- 1992–1994: Hotel Penta, pincér
- 1994–2001: Gundel Étterem, sommelier
- 2001–2009: Zwack Unicum Nyrt., később Zwack Izabella Borkereskedés, sommelier
- 2009–: Pinceáron Borkereskedés, szakmai vezető, alapító-tulajdonos[1]
- 2011–2012: Curia Étterem, étteremvezető, sommelier

## Sommelier-bajnoki címei
- 1994
- 1995
- 1997

## Könyve
Pár kérdés a borról (2001)